# Aechmea depressa
Aechmea depressa är en gräsväxtart som beskrevs av Lyman Bradford Smith. Aechmea depressa ingår i släktet Aechmea och familjen Bromeliaceae. Inga underarter finns listade i Catalogue of Life.